# Shepard Smith

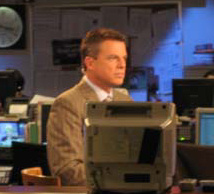
Shepard Smith

David Shepard „Shep“ Smith, Jr. (* 14. Januar 1964 in Holly Springs, Marshall County, Mississippi) ist ein US-amerikanischer Nachrichtenmoderator. Er ist vor allem bekannt geworden als Gastgeber der täglichen Nachrichtensendungen Fox Report with Shepard Smith und Studio B auf dem Kabelnachrichtensender Fox News.

## Leben
Smith wurde als Sohn des Baumwollhändlers David Shepard Smith Sr. und der Dora Ellen Anderson, einer Englischlehrerin, geboren. In seiner Jugend besuchte er die Marshall Academy, eine Privatschule in Holly Springs, absolvierte sein letztes Schuljahr jedoch in Florida, wohin er mit seinem Bruder und seiner Mutter nach der Trennung seiner Eltern verzogen war. Anschließend studierte er an der University of Mississippi, die er ohne Abschluss verließ. Trotzdem hielt er am 10. Mai 2008 die alljährliche Ansprache zum Beginn des Studienjahrs an seiner ehemaligen Universität.
1987 heiratete Smith Virginia Donald, eine Mitstudentin an der University of Mississippi. Die Ehe wurde 1993 kinderlos geschieden. 

## Arbeit als Journalist
In den 1980er Jahren begann Smith als Journalist zu arbeiten. Seine erste Anstellung als Reporter erhielt er bei dem Sender WJHG-TV in Panama City Beach. 1985 wurde er Reporter für den Sender WCJB-TV in Gainesville, Berichterstatter für den Sender WBBH-TV in Fort Myers sowie Reporter für die Sendeanstalten WSVN in Miami und WCPX-TV in Orlando. Später wurde er Korrespondent für A Current Affair in Los Angeles.
Anlässlich der Gründung des konservativen Nachrichtensenders Fox News Channel im Jahr 1996 wurde Smith als Reporter und Nachrichtenberichterstatter angeheuert. In dieser Eigenschaft berichtete er über zahlreiche Ereignisse, z. B. über die US-Präsidentschaftswahlkämpfe und -wahlen in den Jahren 2000, 2004 und 2008 sowie über die Beerdigung von Prinzessin Diana (1997). Im November 2000 berichtete er über die kontroverse Nachauszählung der Stimmen im Bundesstaat Florida, die notwendig geworden war, nachdem die Erstauszählung der Stimmen ein so enges Beiananderliegen der Stimmanteile der beiden Spitzenkandidaten Al Gore und George W. Bush ergab, dass sich kein eindeutiger Wahlsieger feststellen ließ. 2001 begleitete er die Hinrichtung von Timothy McVeigh in Terre Haute, Indiana und im Jahr 2005 berichtete er aus dem vom Hurrikan Katrina verwüsteten New Orleans.
Die von Smith präsentierte Nachrichtensendung The Fox Report with Shepard Smith war einige Jahre die quotenmäßig erfolgreichste Nachrichtensendung im US-Kabelfernsehen und die dritterfolgreichste Sendung im US-Kabelnachrichtenfernsehen überhaupt (nach den Opinion-Shows von Bill O’Reilly und Sean Hannity). In einer Umfrage der Fernsehzeitschrift TV Guide wurde Smith zusammen mit Dan Rather und Peter Jennings auf den Platz 2 in der Kategorie des Nachrichtenmoderators gewählt, dem die Teilnehmer der Umfrage das meiste Vertrauen entgegenbringen würden. Am 19. November 2007 unterzeichnete Smith laut New York Times einen Dreijahresvertrag, der ihm für die weitere Moderierung seiner Sendung ein Jahresgehalt von sieben bis acht Millionen Dollar zusicherte. Er lag damit gehaltsmäßig ungefähr gleichauf mit den Nachrichtenmoderatoren der regulären (d. Nicht-Kabel) Fernsehsender NBC und ABC, Brian Williams und Charles Gibson.
2012 wurde in einer Sendung von Smith im Live TV ein Suizid übertragen, weil die Vorkontrolle versagte.
Im September 2013 gaben Smith und Fox News bekannt, dass mit einer mehrjährigen Vertragsverlängerung sich Smiths Rolle bei Fox ändern sollte. Er übernahm als Moderator die Sendung Shepard Smith Reporting um 15.00 Uhr und wurde gleichzeitig Chef vom Dienst (managing editor) der Abteilung für Aktuelles (breaking news). Die Sendungen Studio B and The Fox Report liefen aus.
Im Februar 2017 erregte er Aufsehen mit einer Kritik an US-Präsident Donald Trump.
Im Oktober 2017 stellte er klar, dass die von seinem eigenen Sender verbreiteten Gerüchte um den Uranium-One-Verkauf falsch und irreführend sind.
Am 11. Oktober 2019 gab Shepard am Ende seiner Sendung bekannt, dass er Fox News mit sofortiger Wirkung verlassen werde. Ende September 2020 startete Shepherd Smith eine tägliche Nachrichtensendung auf dem Wirtschaftssender CNBC.

## Weitere Aktivitäten
Smith trat in einer Nebenrolle als er selbst in dem Film Volcano auf. Außerdem ist er in einer Sequenz des Dokumentarfilms Fahrenheit 9/11 des Filmemachers Michael Moore zu sehen, in dem ein Bericht Smiths über die ersten Momente des Irakkriegs im März 2003 verwendet wird. 2009 wurde Smith, dargestellt von Bill Hader, als Charakter in einem seinen Heimatsender persiflierenden Sketch der Comedy-Sendung Saturday Night Live benutzt.